# بافياس
بلدية بافياس (بالإسبانية: Pavías)‏، هي إحدى بلديات مقاطعة كاستيلون التي تقع في منطقة بلنسية، في شرق إسبانيا.
يبلغ عدد سكانها 62 نسمة وفقاً لإحصائية سنة (2006).